# Třída Ramadan
Třída Ramadan je třída raketových člunů Egyptského námořnictva. Celkem bylo postaveno šest jednotek. Všechny jsou v aktivní službě.

## Pozadí vzniku
Vývoj raketových člunů, které by v řadách egyptského námořnictva doplnily zastaralé lodě tříd Osa, Komar a October, byl objednán roku 1977 u britské loděnice Vosper Thornycroft. Nová plavidla měla pomoci vyrovnat technologickou převahu raketových člunů Izraele. Šest postavených člunů vstoupilo do služby v letech 1981–1982. Pojmenovány byly Ramadan (670), Khyber (672), El Kadessaya (674), El Yarmouk (676), Badr (678) a Hettein (680).

## Konstrukce
Hlavňovou výzbroj tvoří jeden dvouúčelový 76mm kanón OTO Melara v dělové věži na přídi a 40mm dvojkanón obranného systému DARDO ve věži na zádi. Údernou výzbroj člunů představují čtyři kontejnery italských protilodních střel Otomat Mk 1. Od roku 2001 byly všechny čluny modernizovány, například dostaly střely Otomat verze Mk 2 a řadu nových elektronických systémů. Pohonný systém tvoří čtyři diesely MTU 20V 538 TB91 o výkonu 13 400 kW. Lodní šrouby jsou čtyři. Nejvyšší rychlost dosahuje 40 uzlů.